# 貝氏阿爾蜥燈魚
貝氏阿爾蜥燈魚為輻鰭魚綱仙女魚目青眼魚亞目崖蜥魚科的一種，分布於全球三大洋熱帶至亞熱帶海域，屬深海底棲性魚類，深度0-2000公尺，體長可達26.9公分，棲息在底層水域，以橈腳類等浮游生物為食，雌雄同體，生活習性不明。